# Bisbat de Trivento
El bisbat de Triveneto (italià: diocesi di Triveneto; llatí: Dioecesis Triventina ) és una seu de l'Església catòlica, sufragània de l'arquebisbat de Campobasso-Boiano, que pertany a la regió eclesiàstica Abruços-Molise. El 2010 tenia 53.280 batejats d'un total 53.450 habitants. Actualment està regida pel bisbe Domenico Angelo Scotti.

## Territori
El territori de la diòcesi s'estén sobre 1.234 km², i està dividit en 98 parròquies de 40 municipis a cavall entre les regions dels Abruços i Molise: 19 a la província d'Isernia, 12 a la de Campobasso i 9 a la de Chieti.
Les parròquies estan agrupades en quatre foranies: Agnone, Carovilli, Frosolone i Trivento.
A Trivento es troba l'església catedral, sota l'advocació dels sants patrons Nazari, Cels i Víctor: segons la tradició, les relíquies de sant Nazari i de Cels van ser donades per sant Ambròs a l'església local al 392, quan presidí a Càpua el sínode dels bisbes de la Campània i del Samni en substitució de sant Paulí de Nola; el 1726 als dos màrtirs milanesos se'ls uní també el papa i màrtir sant Víctor.
Conjuntament als titulars de la catedral, és copatró de la diòcesi sant Cast, el llegendari primer bisbe de Trivento. La seva festa se celebra el 4 de juliol.

## Història
D'acord amb documents que daten del segle xiv, la diòcesi triventina va ser fundada per Sant Cast de Larino, sota un encàrrec pel Papa Climent I; va ser succeït per altres bisbes fins al segle ix. Els primers documents certs sobre l'església local daten al segle x, quan va ser esmentat en algunes butlles dels papes Agapit II (947), Joan XIII (969), Joan XIV (993) i Gregori V (998) les quals, però, indiquen un origen més antic de la diòcesi.
Sobre l'origen i l'antiguitat de la diòcesi el debat encara està obert. Segons Iasiello, «la suposada antiguitat de la diòcesi triventina ha estat durant molt temps objecte de debat i, en absència del testimoni explícit i en la certesa de la inacceptabilitat de la informació continguda en aquest sentit en la "Vita Sancti Casti", és dubtós en tots els casos, més o menys raonable, en la seva antiguitat que la primera notícia definitiva al segle X» D'acord Lanzoni la diòcesi es remunta al segle X i probablement succeeix l'antiga Aufidena. L'historiador local Vincenzo Ferrara És compatible amb la hipòtesi d'un origen a la primera meitat del segle iv, «hipòtesi acreditat per la crítica com la més fiable i realista tant per a la lògica i conseqüents no contradictòries dels arguments més vàlids presentats fins al moment, tant pel caràcter plural de les fonts arqueològiques i epigràfiques, així com històrica de la qual es dedueixen».
Als segles X i xi la diòcesi estava inclosa a la província eclesiàstica beneventana, però en 1161 el Papa Alexandre III la va declarar directament subjecta a la Santa Seu; l'exempció va ser confirmada pel Papa Urbà VI en 1389 i pel Papa Sixt IV el 1474.
El bisbe Giulio Cesare Mariconda († 1606) va ser el responsable de la creació del seminari diocesà, i els tres bisbes que el succeïren van celebrar els primers sínodes diocesans.
El 21 d'agost de 1976 va esdevenir part de la província eclesiàstica de l'arxidiòcesi de Campobasso-Boiano (avui arxidiòcesi de Campobasso-Boiano).
Per a fer coincidir els límits eclesiàstics i civils, el 1977 la ciutat de San Pietro Avellana va passar de l'abadia territorial de Montecassino a la diòcesi de Trivento, i contextualment va cedir els municipis d'Alfedena i de Castel di Sangro a la diòcesi de Sulmona-Valva.

## Cronologia episcopal
- San Casto † (290 - 304)
- Ferdinando da Milano † (390 - ?)
- Costanzo † (487 - ?)
- Respetto † (494 - ?)
- Lorenzo † (495 - ?)
- Siracusio † (496 - ?)
- Savino † (498 - ?)
- Propinquo † (501 - ?)
- Grigo † (743 - ?)
- Valeriano † (768 - ?)
- Paolo † (826 - ?)
- Crescenzio † (853 - ?)
- Domenico † (inicis de 861 – finals de 877)
  - Leone † (946 - 947 deposat) (bisbe intrús)
- Gaydulfo † (1001 - 1015)[3]
- Alferio † (1084 - 1119)
- Giovanni † (1160 - ?)[4]
- Raone † (citat el 1176)
- Ponzio † (citat el 1179)
- Tommaso † (1226 - 1237)
- Anonimo † (consagrat el 1237)
- Riccardo, O.S.B. † (1240 – finals de 1246)
- Nicola † (5 de gener de 1255 - ?)
- Odorico † (1258 - ?)
- Luca, O.F.M. † (vers 1260 - 1266)
- Pace † (20 de maig de 1266 - ?)
- Giacomo † (1290 - 1315)[5]
- Natimbene, O.E.S.A. † (17 de juny de 1334 - 1344 mort)
- Giordano Curti, O.F.M. † (28 de febrer de 1344 - 30 de maig de 1348 nomenat arquebisbe de Messina)
- Pietro dell'Aquila, O.F.M. † (30 de maig de 1348 - novembre de 1361 mort)
- Guglielmo M. Farinerio, O.F.M.Conv. † (1356 - 1368)[6]
- Francesco De Ruberto † (1370 - 1379 mort)
- Ruggero de Carcasiis † (1379 - ? mort)
  - Pietro Ferillo, O.F.M. † (13 de setembre de 1387 - ?) (antibisbe)[7]
- Giacomo di Gaeta † (1409 - ? mort)[8]
- Giovanni Masi † (21 d'abril de 1431 - 1451 mort)
- Giacomo De Tertiis, O.S.B. † (27 de setembre de 1452 - ? mort)
- Tommaso Carafa † (13 d'agost de 1473 - ? mort)
- Bonifacio Troiano † (1498 - ?)
- Leonardo Corbera † (21 de novembre de 1498 - 1502 mort)
- Tommaso Caracciolo † (16 de març de 1502 - 1540 renuncià)[9]
- Matteo Grifoni, O.S.B. † (15 de novembre de 1540 - 9 d'abril de 1567 mort)
- Giovanni Fabrizio Sanseverino † (23 de juliol de 1568 - ? mort)
- Giulio Cesare Mariconda, O.F.M. † (21 de maig de 1582 - 1606 mort)
- Pietro Paolo Bisnetti del Lago, O.F.M. † (29 de gener de 1607 - 24 de desembre de 1621 mort)
- Girolamo Costanzo † (9 de gener de 1623 - 1 de març de 1627 nomenat arquebisbe de Càpua)
- Martín de León y Cárdenas, O.S.A. † (13 de maig de 1630 - 7 d'abril de 1631 nomenat bisbe de Pozzuoli)
- Carlo Scaglia, C.R.S.G.A. † (12 de maig de 1631 - desembre de 1645 mort)
- Giovanni Capaccio † (16 de juliol de 1646 - 1652 mort)
- Juan De La Cruz, O.F.M. † (20 de gener de 1653 - 20 de març de 1653 mort)
- Giovanni Battista Ferrucci, C.O. † (14 de gener de 1655 - 15 d'agost de 1658 mort)
- Vincenzo Lanfranchi, C.R. † (5 de maig de 1660 - 7 de desembre de 1665 nomenat arquebisbe d'Acerenza i Matera)
- Ambrogio Piccolomini, O.S.B.Oliv. † (5 de maig de 1666 - 27 de maig de 1675 nomenat arquebisbe d'Otranto)
- Diego Ibáñez de la Madrid y Bustamante † (10 d'abril de 1679 - 2 d'octubre de 1684 nomenat bisbe de Pozzuoli)
- Antonio Tortorelli, O.F.M. † (13 de novembre de 1684 - 10 de gener de 1715 mort)
- Alfonso Mariconda, O.S.B. † (12 de juliol de 1717 - 11 de desembre de 1730 nomenat arquebisbe d'Acerenza i Matera)
- Fortunato Palumbo, O.S.B.Cel. † (18 de desembre de 1730 - 19 de juliol de 1753 mort)
- Giuseppe Maria Carafa Spinola, C.R. † (22 de juliol de 1754 - 19 de juliol de 1756 nomenat bisbe de Mileto)
- Giuseppe Pitocco † (19 de juliol de 1756 - 30 de maig de 1771 mort)
- Gioacchino Paglione † (23 de setembre de 1771 - desembre de 1790 mort)
- Luca Nicola De Luca † (26 de març de 1792 - 7 de juny de 1819 renuncià)
- Bernardino Avolio, O.F.M.Cap. † (21 de febrer de 1820 - 18 de juliol de[10] 1821 mort)
- Giovanni De Simone † (19 d'abril de 1822 - 3 de juliol de 1826 nomenat bisbe de Conversano)
- Michele Arcangelo Del Forno † (9 d'abril de 1827 - 18 de març de[10] 1830 renuncià)[11]
- Antonio Perchiacca † (2 de juliol de 1832 - 26 de novembre de 1836 mort)
- Benedetto Terenzio † (19 de maig de 1837 - 27 de gener de 1854 mort)
- Luigi Agazio † (23 de juny de 1854 - 1 de febrer de 1887 mort)
- Domenico Tempesta, O.F.M.Ref. † (14 de març de 1887 - 4 de juny de 1891 nomenat bisbe de Troia)
- Giulio Vaccaro † (4 de juny de 1891 - 30 de novembre de 1896 nomenat bisbe coadjutor de Trani e Barletta)
- Carlo Pietropaoli † (19 d'abril de 1897 - 29 d'abril de 1913 renuncià)
- Antonio Lega † (25 de maig de 1914 - 13 de juny de 1921 nomenat arquebisbe coadjutor de Ravenna)
- Geremia Pascucci † (12 de setembre de 1922 - 14 de maig de 1926 mort)
- Attilio Adinolfi † (27 de febrer de 1928 - 5 de maig de 1931 nomenat bisbe d'Anagni)
- Giovanni Giorgis † (30 de setembre de 1931 - 14 de juliol de 1937 nomenat bisbe de Fiesole)
- Epimenio Giannico † (7 de setembre de 1937 - 24 de juny de 1957 mort)
- Pio Augusto Crivellari, O.F.M. † (7 de febrer de 1958 - 3 de febrer de 1966 mort)
- Achille Palmerini † (18 de març de 1972 - 18 de març de 1975 renuncià)
- Enzio d'Antonio (18 de març de 1975 - 17 d'octubre de 1977 renuncià)
- Antonio Valentini † (17 d'octubre de 1977 - 31 de desembre de 1984 nomenat arquebisbe de Chieti)
- Antonio Santucci (8 de maig de 1985 - 17 d'octubre de 2005 jubilat)
- Domenico Angelo Scotti, des del 17 d'octubre de 2005

## Estadístiques
A finals del 2010, la diòcesi tenia 53.280 batejats sobre una població de 53.450 persones, equivalent 99,7% del total.
| any  | població | població | població | sacerdots | sacerdots       | sacerdots       | sacerdots             | diaques | religiosos | religiosos | parroquies |
| ---- | -------- | -------- | -------- | --------- | --------------- | --------------- | --------------------- | ------- | ---------- | ---------- | ---------- |
| any  | batejats | total    | %        | total     | clergat secular | clergat regular | batejats por sacerdot | diaques | homes      | dones      |            |
| 1950 | 98.900   | 99.354   | 99,5     | 85        | 85              |                 | 1.163                 |         |            |            | 61         |
| 1970 | 83.950   | 84.382   | 99,5     | 86        | 80              | 6               | 976                   |         | 8          | 75         | 62         |
| 1980 | 64.905   | 65.500   | 99,1     | 62        | 59              | 3               | 1.046                 |         | 3          | 54         | 60         |
| 1990 | 57.500   | 58.079   | 99,0     | 59        | 55              | 4               | 974                   |         | 5          | 69         | 58         |
| 1999 | 57.060   | 57.230   | 99,7     | 58        | 54              | 4               | 983                   |         | 5          | 68         | 58         |
| 2000 | 56.030   | 57.180   | 98,0     | 57        | 53              | 4               | 982                   |         | 5          | 68         | 58         |
| 2001 | 56.056   | 57.200   | 98,0     | 56        | 52              | 4               | 1.001                 |         | 5          | 68         | 58         |
| 2002 | 56.056   | 57.200   | 98,0     | 60        | 55              | 5               | 934                   | 2       | 6          | 65         | 58         |
| 2003 | 57.150   | 57.200   | 99,9     | 72        | 67              | 5               | 793                   |         | 6          | 66         | 58         |
| 2004 | 57.150   | 57.210   | 99,9     | 72        | 68              | 4               | 793                   | 1       | 5          | 65         | 58         |
| 2010 | 53.280   | 53.450   | 99,7     | 65        | 61              | 4               | 819                   | 1       | 4          | 52         | 58         |